# Glipostenoda quinquestrigosa
Glipostenoda quinquestrigosa is een keversoort uit de familie spartelkevers (Mordellidae). De wetenschappelijke naam van de soort is voor het eerst geldig gepubliceerd in 1958 door Franciscolo.